# 21e régiment du génie
Pour les articles homonymes, voir 21e régiment.
Le 21e régiment du génie (ou 21e RG) est un régiment de génie de l'armée française.

## Création et différentes dénominations
- 1917 : formation du 21e régiment du génie
- 1919 : dissolution
- 1983 : nouvelle formation
- 1993 : dissolution, devient 7e régiment du génie

## Historique

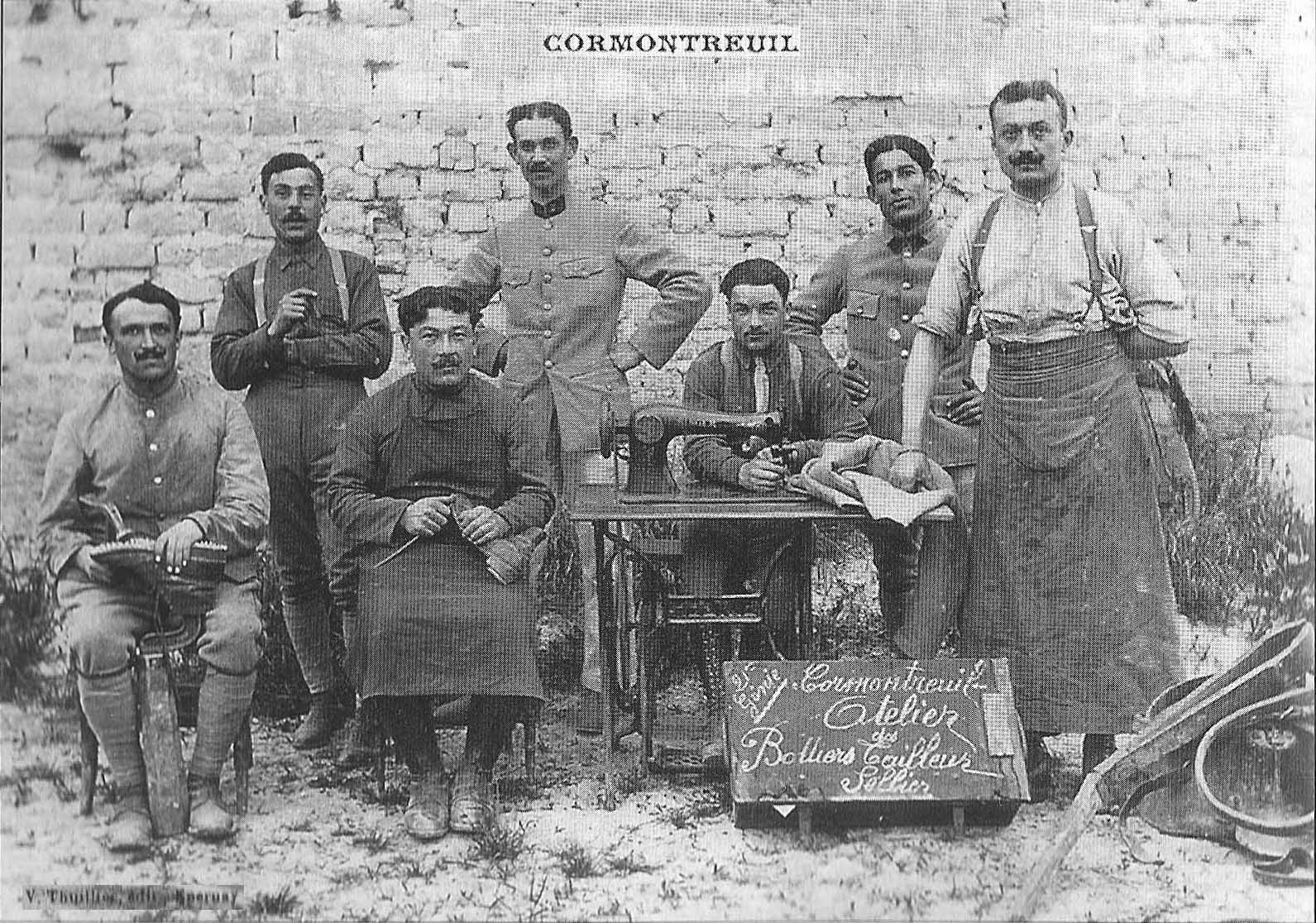
Bottiers selliers et tailleurs du 21e.

### Première Guerre mondiale
En avril 1917, la création d'un régiment ayant pour seul but de soulager l'administration du 1er régiment du génie est arrêtée. La nouvelle unité porte le no 21. Le 21e régiment du génie fut dissous à la fin de la campagne.
La création temporaire du 21e régiment du génie (1er juillet 1917 au 30 septembre 1919), eut pour but de répartir les unités du 1er régiment du génie en deux groupes ; mais, par la suite, il y eut des modifications, certaines compagnies ont compté aux deux régiments : il en résulte qu'il est difficile de séparer les deux subdivisions des 1er et 21e régiments du génie.
Il est formé avec les compagnies des 5e, 22e, 30e et 40e bataillons. Il administre également des compagnies d'ouvriers et des compagnies d'électriciens d'Armée (Cie EL)
En 1919, le Dépôt (militaire) est à Montpellier. La dissolution du 21e RG est décidée.

#### Sections de projecteur
Sections de projecteurs de Campagne d’Armée : Compagnie no 1 à 10, 47 à 65, 101 à 120, 201, 202, 218 
il n'existe plus à compter du 1er janvier 1918 de sections de projecteurs dans le Génie (Front français) reversé à l'artillerie (Lutte antiaérienne) par décision du 26 octobre 1917.
Un drame a eu lieu le 12 mai en Champagne près du Mont sans nom. Pour une attaque d'infanterie dans la nuit du 11 au 12, le génie devait ouvrir des bouteilles de gaz . La veille le vent était contraire, mais le 11 la météo semblant favorable, à 19 h le génie alla avec son "matériel" en 1re ligne. A 1 h du matin les gaz furent envoyés mais le vent tourna. Il y eut 55 Morts sur place, 22 morts dans les hôpitaux le lendemain, et une vingtaine d'évacués.

### De 1983 à 1993
Régiment de soutien de l'Ecole d'Application du génie, recréé le 1er septembre 1983, dissous le 31 décembre 1993. Devient 7e régiment du génie.
Recréé en régiment de réserve, doublure du 5e régiment du génie, en 1994. Basé à la caserne des Mortemets à Versailles. Dissous en 1997 lors de la professionnalisation du 5e génie, une partie des effectifs étant incorporée dans la compagnie de réserve (5e compagnie de travaux) de ce régiment.

## Drapeau
Il ne porte aucune inscription.

## Décorations
Liste des compagnies ayant obtenu le droit au port de la fourragère aux couleurs du ruban de la Croix de guerre 1914-1918 :
5/4, 5/7, 5/52, 5/57, 22/1, 22/3, 22/63.
« À la date du 10 décembre 1918, par ordre n° 12237 D, le Maréchal de France, Commandant en Chef les Armées de l'Est, a décidé que la Compagnie 5/7 du 21e Régiment du Génie serait citée à l'ordre de l'Armée pour les affaires de septembre et octobre 1918. Cette unité ayant été déjà citée à l'ordre de l'Armée, le Maréchal Pétain, par ordre n° 141F du 22 décembre 1918 lui a conféré le droit au port de la fourragère aux couleurs du ruban de la Croix de Guerre 1914-1918. »

## Devise
« Mieux tu peux, mieux tu dois ! »

## Sources et bibliographie
- Historique des 1er et 21e régiments du génie sur Gallica Jupas et Madard, Campagne 1914-1918 1er et 21e Régiment du Génie (Consultable à la bibliothèque du Ministère de la défense du Fort de Vincennes).
- Précis des unités du Génie de 1793 à 1993 (ND) par le Cne(er) Giudicelli et le Maj(er) Dupire.